# أمبريلا كوربس
أمبريلا كوربس (بالإنجليزية: Umbrella Corps)‏ هي لعبة فيديو من نوع رعب البقاء، صدرت في 21 يونيو 2016، وهي متوفرة على أجهزة ويندوز وبلاي ستيشن 4. اللعبة من تطوير كابكوم ومن نشر كابكوم.

## وصلات خارجية
- الموقع الرسمي